# Ausforschungsbeweis
Ein Ausforschungsbeweis ist ein Beweisantrag, der darauf abzielt, durch die beantragte Beweisaufnahme Tatsachen in Erfahrung zu bringen, die einen genaueren Vortrag oder die Benennung weiterer Beweismittel erst ermöglichen. Dazu erfolgt ein Beweisantritt für unsubstantiierte Behauptungen oder Vermutungen; d. h. die Behauptungen, die angeblich bewiesen werden können, werden sehr vage, unbestimmt und allgemein gehalten.

## Zivilrecht in Deutschland
Der Ausforschungsbeweis ist im deutschen Zivilprozess in der Regel unzulässig. Es gilt der Verhandlungsgrundsatz (im Gegensatz zum Amtsermittlungsgrundsatz, der zum Beispiel im Strafprozess gilt), womit es Aufgabe der Parteien ist, den Tatsachenstoff in den Rechtsstreit einzuführen („vorzutragen“ – siehe auch Parteivortrag). Der Richter ist grundsätzlich an diesen Vortrag gebunden und darf, auch wenn der Vortrag unwahrscheinlich klingt, keine eigenen Ermittlungen anstellen. Er hat allein anhand des Parteivortrags zu prüfen, ob die Voraussetzungen der für den Fall relevanten Rechtsvorschriften erfüllt sind. Dazu muss der Vortrag konkret genug sein, um überhaupt den Rückschluss auf das Vorliegen dieser Voraussetzungen („Tatbestandsmerkmale“) zuzulassen.
Beispiel: Der Kläger behauptet, der Beklagte schulde ihm 100 €. Dies habe man „so vereinbart“. Hierfür tritt er Beweis an durch Zeugnis seiner Ehefrau.
Rechtliche Voraussetzung für einen Anspruch des Klägers ist eine vertragliche Regelung zwischen den Parteien. Die Behauptung „so vereinbart“ ist zu unbestimmt, um auf das Vorliegen einer solchen vertraglichen Regelung schließen zu können. Denn sie umschreibt lediglich das Tatbestandsmerkmal „Vertrag“ mit anderen Worten, anstatt anschaulich zu machen, wie der Vertrag konkret zustande gekommen sein soll. In diesem Fall spricht man von unsubstantiiertem Vortrag. Es droht dem Kläger, den Rechtsstreit zu verlieren. Der Beweisantritt dient offensichtlich dazu, dem Kläger durch die Vernehmung des Zeugen erst das konkrete Tatsachenmaterial zu verschaffen, aus welchem sich die angebliche Vereinbarung ergibt. Es ist jedoch Sache des Klägers, dieses in den Prozess einzuführen und nicht Sache des Gerichts, dieses durch eine Beweisaufnahme zu erforschen („auszuforschen“). Daher darf es nicht Zweck der Beweisaufnahme sein, den Parteien die Erkenntnisquellen zu erschließen, aufgrund deren sie Tatsachen vortragen könnten. Mithin sind eine hierauf gerichtete Beweisaufnahme und damit auch der Ausforschungsbeweis unzulässig.
Im genannten Beispiel müsste der Kläger also konkret schildern, wann, wo und unter welchen näheren Umständen die Vereinbarung getroffen worden sein soll, also etwa: „Ich habe mich am 10. April 2005 bei mir zu Hause mit dem Beklagten getroffen. Dort haben wir über unser gemeinsames Projekt XY gesprochen. Unter anderem kamen wir auf die Bezahlung zu sprechen, wegen der ich ja auch einige Tage zuvor den der Klageschrift beigefügten Brief an den Beklagten gerichtet hatte. Der Beklagte schlug mir bei unserem Treffen vor, noch 100 € an mich zu zahlen. Weil ich dringend auf das Geld angewiesen bin, erklärte ich mich damit einverstanden.“
In diesem Fall dient der Beweisantritt durch Zeugnis der Ehefrau nicht mehr dazu, dem Kläger konkretes Tatsachenmaterial zu verschaffen, sondern dazu, die Richtigkeit der konkret behaupteten Tatsachen für den Richter nachprüfbar zu machen.
Anderes Beispiel: K hat bei Firma V eine Ware bestellt. V verklagt K auf Zahlung des Kaufpreises. Gemäß den Beweisregeln im Zivilprozess muss K beweisen, dass er gezahlt hat. Er kann sich nicht darauf berufen, der Beweis für seine Zahlung sei (auch) durch Beibringung der Buchhaltungsunterlagen des V zu erbringen, weil V zur Vorhaltung solcher Daten verpflichtet sei.
Vielfach, vor allem wenn es um innere Tatsachen wie Absichten oder Vorstellungen einer Person geht, ist der Ausforschungsbeweis nur schwer vom zulässigen Beweisantrag abzugrenzen. Wenn der Kläger beispielsweise behauptet, der Beklagte habe ihn arglistig getäuscht, wird er oftmals nicht mehr als eine vage Behauptung aufstellen können. Naturgemäß kann er über die Gedanken und Vorstellungen des Beklagten nichts Näheres wissen und sagen.
Als Kriterien zur – oft schwierigen – Abgrenzung zwischen unzulässiger Ausforschung und zulässigem Beweisantrag können die Substantiiertheit des Vortrags einerseits und das „Aus-der-Luft-Gegriffen-Sein“ des Vortrags andererseits dienen. Im Zweifel muss der Beweisführer darlegen, wie er zu der aufgestellten Behauptung kommt, also zum Beispiel, aus welcher Quelle die Behauptung stammt. So kann das Gericht Anhaltspunkte dafür gewinnen, ob der Beweisantritt dem Nachweis einer echten Behauptung oder einer verbotenen Ausforschung dient.
Der Richter muss den Kläger auf den unzulässigen Beweisantritt hinweisen und, falls der Kläger seinen Vortrag nicht nachbessert, im Urteil begründen, warum er den Beweisantrag übergangen hat.

## Steuerrechtliches Verfahrensrecht
Der Ausforschungbeweis ist ebenfalls unzulässig. Der Beweisantrag muss das konkrete Beweisthema und damit die Tatsachen bezeichnen, über die Beweis erhoben werden soll. Das macht der Kläger nicht, wenn er nur allgemein eine Beweiserhebung beantragt, ohne das Beweisthema zu konkretisieren. Im Rahmen der richterlichen Hinweispflicht wird der Kläger dann um Nachbesserung gebeten.